# Pteris wallichiana
Pteris wallichiana là một loài thực vật có mạch trong họ Pteridaceae. Loài này được J. Agardh miêu tả khoa học đầu tiên năm 1839.